# Saipem 10000
Le Saipem 10000  est l'un des plus grands navires de forage en eau profonde au monde (ultra-deep water drillship en anglais). Il appartient au plus grand fournisseur de services offshore italien Saipem, ancienne filiale de la société énergétique Eni. Ce navire autopropulsé à positionnement dynamique qui a été construit entre 1998 et 2000 par le chantier naval sud-coréen Samsung Heavy Industries de l'Île de Geoje, navigue sous le pavillon de complaisance des Bahamas, enregistré au port de Nassau.
À une profondeur d'eau allant jusqu'à 10.000 pieds (environ 3.000 mètres) il peut effectuer des forages jusqu'à plus de 9.000 mètres. Il a aussi la capacité de tester les puits (EWT : Extended Well Testing).

## Structure et technologie
Le navire a été construit par Samsung Heavy Industries (SHI) et livré en 2000. Son design provient également du chantier naval 

### Coque et derrick
Le tirant d'eau peut varier en fonction des besoins : pendant le voyage, il est d'environ 8,3 m et lors du forage en positionnement dynamique en raison de l'absorption des eaux de ballast, il peut atteindre 12 m, car le navire est également capable de stocker jusqu'à 140.000 barils de pétrole brut car il est construit comme un pétrolier moderne à double coque. A titre de comparaison, les réservoirs du TI Oceania, le plus grand pétrolier à double paroi du monde, peut contenir 3.166.353 barils.
Le navire a une charge utile de 20.000 tonnes et peut donc transporter une grande quantité de consommables. Cela augmente le temps de fonctionnement dans la zone cible et le navire doit visiter un port moins souvent, ce qui réduit les coûts pour le client. il est équipé de 4 grues de manutention de 85 tonnes.
Le derrick mesure environ 60 m de hauteur et porte une charge statique de 900 tonnes.

### Approvisionnement en énergie et entraînement
Le Saipem 10000 a un entraînement diesel-électrique, qui fournit une puissance de 42.000  kilowatts. L'énergie est produite par six moteurs diesel de Wärtsilä (type: Wärtsilä Nsd Co 18V32LNE) de 7.000 kW chacun, couplés à des générateurs ABB (type: ABB HSG900XU10 ) de 8.750 voltampère.
Il est entraîné et positionné par six pods Rolls-Royce, chacun entraîné par un moteur électrique de 4.000 kW. Le système de positionnement dynamique (DPS) utilisé est un Simrad SDP-32. Les pods étant très sollicités par l'opération DPS constante, il a été décidé lors de la dernière révision majeure du navire de les remplacer.

### Hébergement et pont d'hélicoptère
Le module d'habitation peut accueillir jusqu'à 172 personnes (l'équipage dans des conditions d'exploitation normales est de 160 personnes). Le logement est conforme aux normes de sécurité internationales et propose, en plus des cabines, deux espaces de détente, une cafétéria, un sauna et un centre de remise en forme. L'hélisurface est autorisée pour les hélicoptères jusqu'à la taille du Sikorsky S-61.

## Zone d'opération
La principale zone d'opération est le golfe du Mexique, l'Atlantique Sud, l'Afrique de l'Ouest et, pendant les mois d'été, le secteur britannique de la mer du Nord et à l'ouest des îles Shetland.